# Ernesto Lecuona
Ernesto Lecuona y Casado (6. august 1895 i Havana på Cuba – 29. november 1963 i Santa Cruz de Tenerife i Spanien) var en cubansk komponist og pianist, der komponerede mere end 600 musikstykker. 
Lecuona begyndte at spille klaver i en tidlig alder, sammen med sin søster Ernestina Lecuona, som også var en kendt komponist. Han studerede senere ved Peyrellade Conservatoire under Antonio Saavedra og den kendte Joaquin Nin. Lecuona dimitterede fra Havana Nationale Konservatorium med en guldmedalje for sine fortolkninger da han var seksten år gammel. Han opførte sin første koncert udenfor Cuba i Aeolian Hall i New York i 1916.
Første gang han rejste til Spanien var i 1924 på en koncertturné med violinisten Marta de la Torre; hans succesfulde klaveropførsler i Paris i 1928 faldt sammen med en øget interesse for cubansk musik.
Lecuona var en produktiv komponist af sange og musikstykker for både scene og film. Hans værker bestod af zarzuela, afro-cubanske og cubanske rytmer, suiter og mange sange der stadig er populære. Disse omfatter blandt andre Canto Siboney, Malagueña og Andalucía. I 1942 blev hans store hit Siempre en mi Corazon (Always in my heart) nomineret til en Oscar for den bedste sang; den tabte dog til White Christmas. Lecuona var mester indenfor symfonisk musik og dirigerede Ernesto Lecuona Symphonic Orchestra, der havde solister som blandt andet den cubanske pianist og komponist Carmelina Delfin ansat. Orkestret optrådte i forbindelse med koncerten for den cubanske uafhængighed i Carnegie Hall i New York den 10. oktober 1943. Koncerten omfattede verdenspremieren på Lecuonas Black Rhapsody.
I 1960, grundigt utilfreds med Castros nye regime i Cuba, flyttede Lecuona til Tampa, Florida i USA. Han levede sine sidste år i USA og døde tre år senere på de Kanariske Øer i en alder af 68.